# Miracolo eucaristico di Morrovalle
Il miracolo eucaristico di Morrovalle secondo la tradizione sarebbe avvenuto nel 1560 nell'omonima cittadina: dopo un incendio che aveva devastato la chiesa del convento di San Francesco, sarebbe stata rinvenuta intatta la particola del Santissimo Sacramento, nonostante si fosse fuso il "vaso d'argento" che la conteneva.

## La storia
A Morrovalle, in provincia di Macerata, nella chiesa di San Francesco, con annesso il convento dei Frati Francescani Osservanti, tra il 16 e il 17 aprile 1560 si sviluppò un grave incendio, che distrusse quasi completamente l'edificio e gli arredi sacri.
Dieci giorni dopo, il 27 aprile, durante una ricognizione, sarebbe stata rinvenuta un'ostia consacrata miracolosamente intatta, mentre il vaso d'argento che la conteneva era stato fuso dalle fiamme. Tutta la popolazione accorse per constatare il presunto miracolo, e il Santissimo Sacramento rimase esposto per tre giorni e tre notti.

Il papa Pio IV inviò una commissione formata da cinque cardinali, che ritenne miracoloso l'accaduto, dopo il processo canonico diocesano svoltosi tra il 16 e il 26 maggio 1560. Nella bolla "Sacrosancta Romana Ecclesia" del 19 settembre 1560, il papa scrisse: 
La particola consacrata, custodita in una cassetta ornata d'avorio, non è però giunta fino ai tempi nostri: sembra che già nella prima metà del secolo XVII non si conservasse più.
Il papa concesse l'indulgenza plenaria a quanti, pentiti e confessati, avessero visitato la chiesa nei giorni dell'incendio e del manifesto miracolo.